# Maior e longinquo reverentia
 Maior e longinquo reverentia  лат. (изговор: мајор е лонгинкво  реверенција).  Удаљеност поваћава драж. (Тацит)

## Поријекло изреке
Смислио и изрекао у смјени првог вијека нове ере римски говорник,  правник и сенатор, један од највећих античких  историчара.

## Тумачење
Оно што је човјеку удаљеније, временски или просторно, вриједније је од онога што му је ближе и познато.